# Alex Stieda

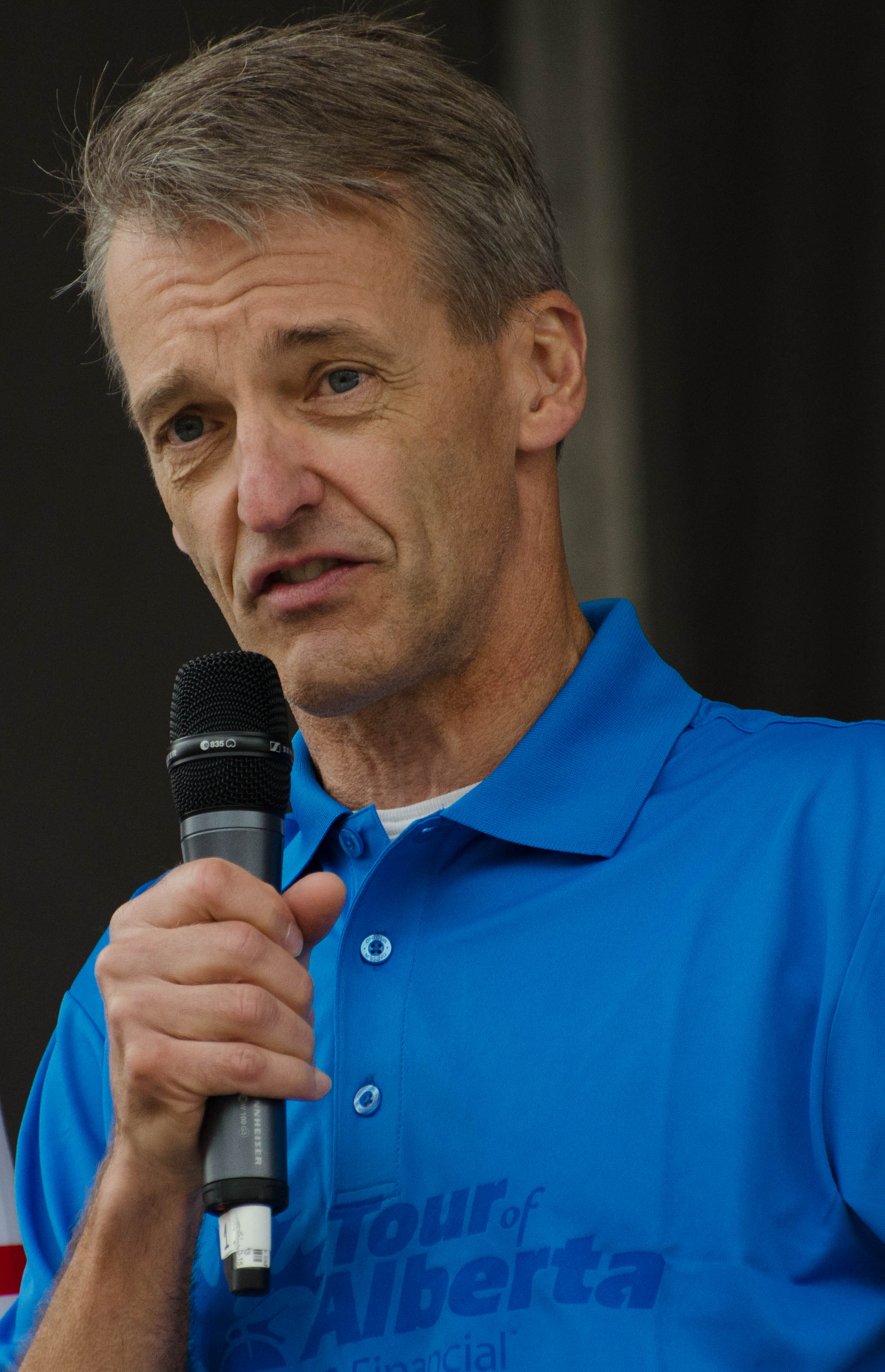
Alex Stieda

Alexander Nicholas Ernst „Alex“ Stieda (* 13. April 1961 in Vancouver) ist ein ehemaliger kanadischer Radrennfahrer.

## Sportliche Laufbahn
Stieda war von 1984 bis 1992 Berufsfahrer, fünf Jahre fuhr er für das Radsportteam 7-Eleven. 
1982 hatte er als Amateur einen ersten internationalen Erfolg mit einem Etappensieg im Red Zinger Race (Coors International Bicycle Classic). Bei den Commonwealth Games gewann er beim Sieg von Michael Turtur die Bronzemedaille in der Einerverfolgung und wurde Zweiter im Straßenrennen hinter Malcolm Elliott. 1981 siegte er bei den nationalen Meisterschaften im Bahnradsport im 1000-Meter-Zeitfahren.
Er war Teilnehmer der Olympischen Sommerspiele 1984 in Los Angeles. Dort startete er in Wettbewerben im Bahnradsport. In der Einerverfolgung wurde er 14., im Punktefahren kam er auf den 10. Rang.
1988 und 1989 siegte er im Etappenrennen United Texas Tour, in dem er bei früheren Starts bereits einige Etappen gewonnen hatte. Er bestritt 1986 die Tour de France und war der erste Kanadier, der für einen Tag des Gelbe Trikot trug. Stieda beendete die Tour auf dem 125. Platz.
Im Rennen der UCI-Straßen-Weltmeisterschaften 1986, 1987, 1988 und 1989 schied er jeweils aus.
1992 beendete er seine Laufbahn.

## Berufliches
Nach seiner aktiven Laufbahn war er als Organisator von Radrennen und als Sportlicher Leiter tätig.